# Civate
Civate es una localidad y comune italiana de la provincia de Lecco, región de Lombardía, con 3.846 habitantes.

## Evolución demográfica
| Gráfica de evolución demográfica de Civate entre 1861 y 2001 |
|                                                              |
| Fuente ISTAT - elaboración gráfica de Wikipedia              |